# Komunistická strana Litvy
Komunistická strana Litvy (litevsky: Lietuvos komunistų partija) byla litevská politická strana komunistické orientace, která vznikla 1. října 1918 a byla zakázána 23. srpna 1991, v reakci na puč konzervativních komunistů v Moskvě. V letech 1920–1940 fungovala v ilegalitě, po obsazení Pobaltí Rudou armádou roku 1940 byla legalizována a stala se součástí Komunistické strany Sovětského svazu. Vůdce strany byl od konce druhé světové války de facto vládcem Litvy. V letech 1940–1974 to byl jediný muž, Antanas Sniečkus. Jeho následovníky byli Petras Griškevičius (1974–1987), Ringaudas Songaila (1987–1988) a Algirdas Brazauskas (1988–1990). V roce 1940 měla strana 1741 členů, roku 1980 již 165 000. Během tzv. Zpívající revoluce byl 7. prosince 1989 z ústavy vypuštěn článek o vedoucí úloze této strany. 24. prosince 1989 Komunistická strana Litvy opustila Komunistickou stranu Sovětského svazu a stala se nezávislou. V roce 1990 se strana přejmenovala na Litevskou demokratickou stranu práce (Lietuvos demokratinė darbo partija) a přijala sociálnědemokratický program. Její první předseda Algirdas Brazauskas se stal poměrně významným politikem samostatné Litvy, v letech 1993–1998 byl prvním litevským prezidentem a v letech 2001–2006 premiérem. Část konzervativních komunistů se však s tímto vývojem nesmířila, odtrhla se a obnovila původní komunistickou stranu pod vedením Mykolase Burokevičiuse. Tato strana sehrála určitou úlohu během tzv. Lednových událostí v roce 1991, když se pokusila vytvořit Výbor národní spásy, jakousi revoluční prosovětskou vládu. Zcela však ztroskotala. V srpnu téhož roku byla litevskými úřady zakázána.